# Waterpolo en los Juegos Centroamericanos y del Caribe

Waterpolo

La prueba de Waterpolo fue admitida en los Juegos Centroamericanos y del Caribe desde la primera edición que se celebró en Ciudad de Panamá en Panamá en 1938.
Pero fue hasta la edición de 2006, elaborada en Cartagena de Indias, Colombia donde se llevó a cabo la realización en la rama femenina.

## Medallero Histórico Masculino
Actualizado Vereacruz 2014
| Núm. | País                        | Oro | Plata | Bronce | Total |
| ---- | --------------------------- | --- | ----- | ------ | ----- |
| 1    | Cuba (CUB)                  | 10  | 0     | 1      | 11    |
| 2    | México (MEX)                | 6   | 7     | 5      | 18    |
| 3    | Jamaica (JAM)               | 1   | 3     | 0      | 4     |
| 4    | Colombia (COL)              | 1   | 2     | 4      | 7     |
| 5    | Antillas Neerlandesas (AHO) | 1   | 1     | 0      | 2     |
| 6    | Puerto Rico (PUR)           | 0   | 3     | 5      | 8     |
| 7    | Venezuela (VEN)             | 0   | 2     | 1      | 3     |
| 8    | Panamá (PAN)                | 0   | 1     | 1      | 2     |
| 9    | Barbados (BAR)              | 0   | 0     | 1      | 1     |
| 9    | Guatemala (GUA)             | 0   | 0     | 1      | 1     |

## Medallero Histórico Femenil
Actualizado Veracruz 2014
| Núm. | País              | Oro | Plata | Bronce | Total |
| ---- | ----------------- | --- | ----- | ------ | ----- |
| 1    | Puerto Rico (PUR) | 1   | 2     | 0      | 3     |
| 2    | Venezuela (VEN)   | 1   | 1     | 1      | 3     |
| 3    | Cuba (CUB)        | 1   | 0     | 1      | 2     |
| 4    | México (MEX)      | 0   | 0     | 1      | 1     |

## Medallero Histórico General
Actualizado Veracruz 2014
| Núm. | País                        | Oro | Plata | Bronce | Total |
| ---- | --------------------------- | --- | ----- | ------ | ----- |
| 1    | Cuba (CUB)                  | 11  | 0     | 2      | 13    |
| 2    | México (MEX)                | 6   | 7     | 6      | 19    |
| 3    | Puerto Rico (PUR)           | 1   | 5     | 5      | 11    |
| 4    | Venezuela (VEN)             | 1   | 3     | 2      | 6     |
| 5    | Jamaica (JAM)               | 1   | 3     | 0      | 4     |
| 6    | Colombia (COL)              | 1   | 2     | 4      | 7     |
| 7    | Antillas Neerlandesas (AHO) | 1   | 1     | 0      | 2     |
| 8    | Panamá (PAN)                | 0   | 1     | 1      | 2     |
| 9    | Barbados (BAR)              | 0   | 0     | 1      | 1     |
| 9    | Guatemala (GUA)             | 0   | 0     | 1      | 1     |

- Datos: Q12778744